# Епое
Епое (фр. Espoey) насеље је и општина у југозападној Француској у региону Аквитанија, у департману Атлантски Пиринеји која припада префектури По.
По подацима из 2011. године у општини је живело 1040 становника, а густина насељености је износила 77,44 становника/km². Општина се простире на површини од 13,43 km². Налази се на средњој надморској висини од 299 метара (максималној 405 m, а минималној 284 m).

## Демографија
| 1962. | 1968. | 1975. | 1982. | 1990. | 2011. |
| ----- | ----- | ----- | ----- | ----- | ----- |
| 554   | 591   | 556   | 642   | 677   | 1.040 |

График промене броја становника у току последњих година